# Bessastaðir

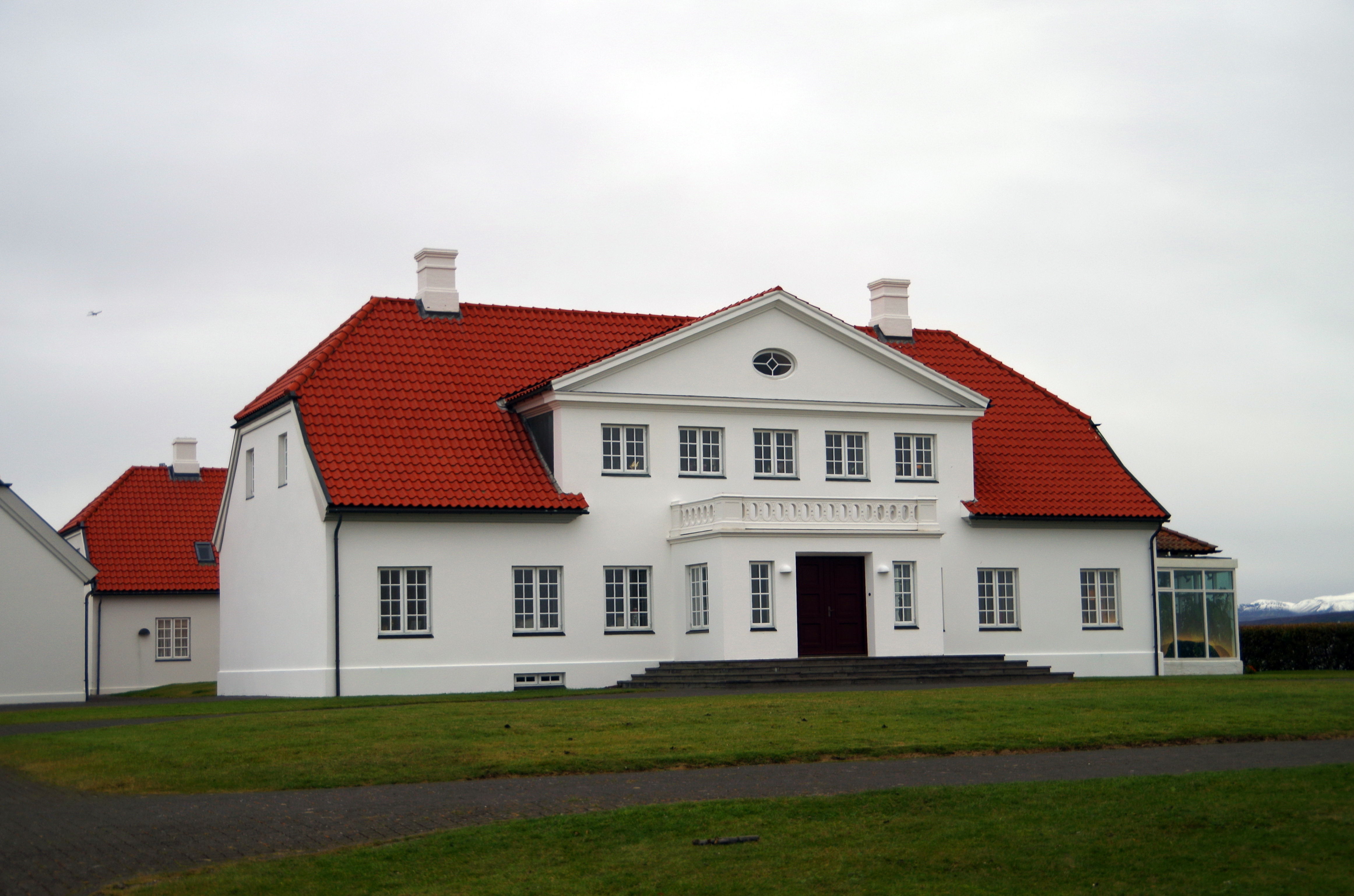
Präsidentenhaus, Bessastaðir

Bessastaðir ist ein Herrenhof in der isländischen Gemeinde Garðabær (bis 2012 Álftanes) wenige Kilometer südwestlich von Reykjavík. Er wird heute als Amtssitz des isländischen Präsidenten genutzt.

## Geschichte
Die Gegend um Bessastaðir dürfte noch vor dem Jahr 1000 erstmals besiedelt worden sein. Vermutlich war es der offizielle erste Siedler Islands Ingólfur Arnarson, der Anspruch auf das Land erhob.
Im 13. Jahrhundert besaß hier Snorri Sturluson einen Hof. Belegen lässt sich dies mit der Erwähnung in der Íslendinga saga seines Neffen Sturla Þórðarson. Der mittelalterliche Herrenhof fiel nach dem Tod Snorris 1241 dem König von Norwegen zu. Bessastaðir wurde in der Folge Sitz der Vertreter des Königs (zuerst des norwegischen Königs, später des dänischen) und blieb dies bis zum Ende des 18. Jahrhunderts. Von 1785 bis 1789 lebte hier der dänische Stiftsamtmann Hans Christoph Diederich Victor von Levetzow, sein Sohn Dietrich Wilhelm von Levetzow wurde 1786 hier geboren.
1805 wurde die damals einzige Sekundarschule des Landes unter dem Namen Lærði Skólinn (dt. die Gelehrtenschule) in Bessastaðir nach der Niederlegung ihres Vorgängers, der Hólavallarskóli, gegründet.
Sie befand sich 40 Jahre lang an dieser Stelle, wurde jedoch 1846 zurück nach Reykjavík verlegt. So entstand dort schließlich die Sekundarschule Menntaskólinn í Reykjavík, die noch heute im Stadtzentrum der Hauptstadt ihren Sitz hat.
1867 ging der Besitz in das Eigentum des Schriftstellers Grímur Thomsen (1820–1896) über, der hier zwei Jahrzehnte lang lebte.
Spätere Eigentümer waren Skúli Thoroddsen und seine Frau Theodóra Thoroddsen.
1940 wurde der Hof von Sigurður Jónasson erworben und später dem isländischen Staat geschenkt.

## Präsidialsitz
Seit 1944 befindet sich hier der Sitz des Staatspräsidenten.
Der erste dieser Präsidenten, Sveinn Björnsson (1881–1952), hatte hier genaugenommen schon ab 1941 seinen Wohnsitz. Zu dieser Zeit war er noch nicht Staatspräsident, sondern Ministerpräsident der damaligen isländischen Regierung vor der Unabhängigkeit von Dänemark. Diese erfolgte per Volksabstimmung erst 1944.

## Gebäude in Bessastaðir

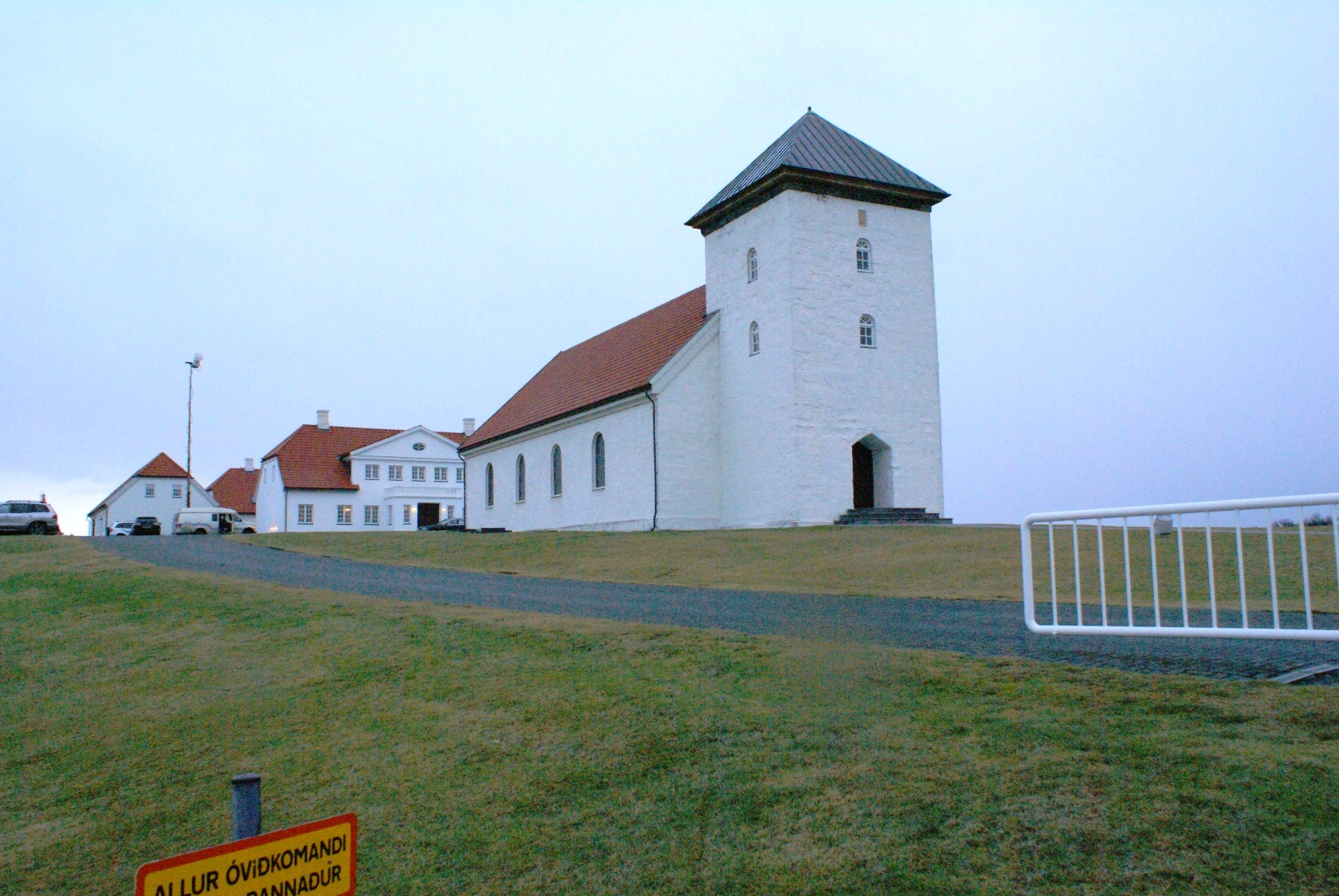
Kirche, im Hintergrund das Hauptgebäude

Auf dem Gelände befinden sich verschiedene Gebäude, darunter eine kleine Kirche.

### Hauptgebäude Bessastaðastofa
In den Jahren 1761 bis 1766 wurde das heutige Hauptgebäude für den Amtmann Magnús Gíslason errichtet.
Es diente bis 1989 als Wohn- und Amtsgebäude. 1989 wurde es gründlich umgebaut und modernisiert, was unter der Präsidentschaft von Vigdís Finnbogadóttir in Angriff genommen wurde, und hat seit 1990 nur noch die letztere Funktion.

### Kirche
Wie bei Herrenhöfen meist üblich, befand sich seit dem Mittelalter eine Eigenkirche in Bessastaðir. Diese gehört inzwischen zur Gemeinde von Garðabær (Garðasókn oder Garðaprestkall).
Die derzeitige Kirche wurde 1777 aus Stein errichtet. Der Grundriss entstammt der Feder des dänischen Architekten G.D. Anthon, der auch die Kirche auf der Insel Viðey entworfen hat. In der Folge wurde das Bauwerk oft umgebaut, zuletzt Ende der 1940er Jahre.
In der öffentlich zugänglichen Kirche befinden sich eine Kanzel und ein Kreuz des Steinmetzen Ríkarður Jónsson, eine Altartafel des Malers Guðmundur Thorsteinsson sowie bunte Glasfenster der Künstler Guðmundar Einarsson frá Miðdal und Finnur Jónsson, welche nachträglich 1956 installiert wurden. Ähnlich wie im Dom von Akureyri werden auch hier wieder teilweise Szenen aus der Kirchengeschichte Islands dargestellt.

## Übersicht über die isländischen Staatspräsidenten mit deren Amtszeit
- Sveinn Björnsson (1881–1952), Präsident 1944–1952
- Ásgeir Ásgeirsson (1894–1972), Präsident 1952–1968
- Kristján Eldjárn (1916–1982), Präsident 1968–1980
- Vigdís Finnbogadóttir (geb. 1930), Präsidentin 1980–1996
- Ólafur Ragnar Grímsson (geb. 1943), Präsident 1996–2016
- Guðni Thorlacius Jóhannesson (geb. 1968), Präsident 2016–2024
- Halla Tómasdóttir (geb. 1968), Präsidentin seit 2024